# История почты и почтовых марок Комор
История почты и почтовых марок Комор условно подразделяется на французский колониальный период и период независимости (с 1975) этого архипелага в Индийском океане, расположенного у юго-восточного побережья Африки по соседству с Мадагаскаром. Собственные почтовые марки для всей территории Комор выходят с 1950 года, а в 1976 году государство было принято в члены Всемирного почтового союза (ВПС). Современным официальным почтовым оператором Комор является государственная компания Société nationale des postes et services financiers.

## Краткий исторический обзор
История почты архипелага была тесно связана с почтовой связью Франции в период колонизации, начавшейся с Майотты в 1840-е годы. Впоследствии жители Майотты, а также островов Анжуан, Гранд-Комор и Мохели пользовались почтовыми марками, выпущенными специально для каждого из этих островов. В 1912 году архипелаг в административном и в почтовом отношении был объединён с французской колонией Мадагаскар.
С 1950 года для четырёх коморских островов стали выпускаться почтовые марки с обозначением «Archipel des Comores» («Коморский архипелаг»). После обретения независимости трёх коморских островов в 1975 году в архипелаге действуют две почтовые службы: коморская и французская почта на острове Майотте, жители которого отказались от независимости на референдуме.

## Ранний колониальный период
Известно очень малое количество писем, отправленных почтой на Коморах до 1900 года. Самое раннее было отправлено с Майотты в декабре 1850 года, причём на нём не было наклеено почтовых марок.
Майотта стала колонией Франции в начале 1840-х годов, после покупки его французским командующим Пассо у султана Андрианцули (Andriantsouly).
Первые почтовые марки из серии с имперским орлом, общие для всех французских колоний, были присланы в конце 1861 года — начале 1862 года. Оплаченная ими корреспонденция пересылалась между Майоттой и Носси-Бе, северным островом Мадагаскара. Самое раннее известное письмо из Майотты с наклеенной почтовой маркой датировано декабрём 1863 года.
Когда в сферу влияния Франции попали острова Мохели, Гранд-Комор и Анжуан, французы пользовались почтовой связью Майотты. При этом употреблялись колониальные марки с орлом и французские марки (беззубцовые в колониях). Однако на календарном штемпеле всегда была надпись «Mayotte et dépendances» («Майотта и зависимые территории»). В то же время, если на конверте не указан адрес отправителя или нет каких-либо других пометок на самом письме, нет никакой иной возможности определить истинный пункт отправления коморского письма того периода. Вплоть до 1870-х годов сама почтовая марка гасилась ромбом из точек с отверстием посередине, поэтому узнать, где была погашена отделённая от письма почтовая марка, нельзя.
После появления на Коморах французского авантюриста Леона Умбло (фр. Léon Humblot) в архипелаг прибыли корабли Военно-морских сил Франции, которые ввели французское правление. Майотта сохранила за собой центральное место в новой структуре управления.
Постепенно, подобно всем французским колониям, для каждого острова стали выпускаться почтовые марки с его собственным названием, поскольку почтовая администрация несла убытки от незаконной переправки марок из колоний с низкой стоимостью валюты в колонии с высокой её стоимостью. Майотта и «султанат Анжуан» («Sultanat d’Anjouan») получили собственные марки в ноябре 1892 года, Гранд-Комор — в ноябре 1897 года и Мохели — в 1906 году. Островные эмиссии имели почтовое обращение до присоединения островов к колониальному Мадагаскару в 1911 году.

### Остров Майотта
Остров Майотта был колонией Франции с центром в Дзаудзи с 1886 года по 1908 год. На выпускавшихся для Майотты оригинальных почтовых марках были надписи на французском языке: «Mayotte» («Майотта»), «République française. Colonies» («Французская Республика. Колонии»), «Postes» («Почта»). На Майотте было выпущено 20 почтовых марок.

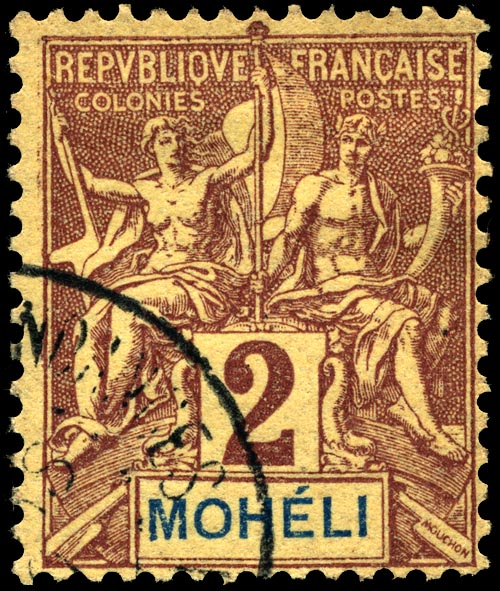
Почтовая марка острова Мохели номиналом в 2 сантима из «групповой серии», 1906

### Остров Мохели
Остров Мохели был колонией Франции с центром в Фомбони с 1886 года по 1908 год. На выпускавшихся для острова оригинальных почтовых марках были надписи на французском языке: «Mohéli» («Мохели»), «République française. Colonies» («Французская Республика. Колонии»), «Postes» («Почта»). На острове Мохели было выпущено 16 почтовых марок.

### Остров Гранд-Комор
Остров Гранд-Комор, или Большой Комор, был колониальным владением Франции с центром в Морони с 1886 года по 1908 год. На выпускавшихся для острова оригинальных почтовых марках были надписи на французском языке: «Grande Comore» («Гранд-Комор»), «République française. Colonies» («Французская Республика. Колонии»), «Postes» («Почта»). На Гранд-Коморе было эмитировано 19 почтовых марок.

### Остров Анжуан
Остров Анжуан или Большой Комор был султанатом под протекторатом Франции с центром в Муцамуду с 1886 года по 1908 год. На выпускавшихся для острова оригинальных почтовых марках были надписи на французском языке: «Sultanat Anjouan» («Султанат Анжуан»), «République française. Colonies» («Французская Республика. Колонии»), «Postes» («Почта»). На Анжуане вышло в обращение 19 почтовых марок.

## В составе французского Мадагаскара
После принятия решения об объединении Коморских островов с колонией Мадагаскар слияние двух почтовых ведомств произошло в 1912 году. На оставшихся запасах почтовых марок была сделана надпечатка больших чёрно-красных цифр «05» и «10», обозначающих низкие номиналы пять и десять сантимов. Все почты этих прежних колоний, присоединённых к Мадагаскару, сделали то же самое. Марки с надпечатками принимались на всей территории колонии.
В период с 1912 по 1950 год на Коморах были в обращении почтовые марки Мадагаскара. Для выявления коморских материалов коллекционеры смотрят где была погашена марка.

## Французский Коморский архипелаг

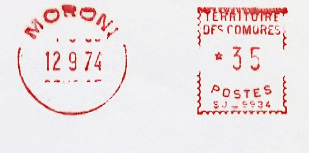
Франкотип французской заморской территории Коморы с календарным штемпелем Морони (1974)

Положение дел изменилось в 1946 году, когда архипелаг перестал быть колонией, став заморской территорией Франции. 15 мая 1950 года были эмитированы специальные марки с надписью «Archipel des Comores» («Коморский архипелаг») и «RF» («Французская Республика») и с номиналами во франках КФА. На рисунках первых почтовых марок были изображены виды местных ландшафтов. Морская флора и фауна Комор, традиции, искусство и ремёсла коморцев составляли бо́льшую часть программы выпуска почтовых марок, вместе с омнибусными выпусками французских колоний.
Первым человеком, удостоенным чести быть представленным на почтовых марках Коморского архипелага, стал Шарль де Голль в 1971 году, с использованием двух из серий метрополии. Затем, в период 1972—1973 годов выпуски посвящались международно известным учёным и художникам. В дальнейшем на марках появлялись две местные персоналии: президент Саид Мохамед Шейх (Said Mohamed Cheikh, умер в 1970 году) на двух марках 1973 года, и Саид Омар ибн Сумет (Saïd Omar ben Soumeth), великий муфтий Комор — в 1974 году.

## Период независимости
После референдумов 1974 года коморский парламент проголосовал за независимость 5 июля 1975 года. В Морони на острове Гранд-Комор оставались запасы почтовых марок. На них были сделаны надпечатки, зачёркивающие упоминание о принадлежности Комор Франции и добавляющие слова «État comorien» («Коморское государство»). В декабре 1975 года были выпущены первые памятные марки в честь совместного полета «Союз — Аполлон».
В 1976 и 1977 годах, при президенте Али Суалихе, на Коморах наблюдался лихорадочный всплеск выпуска почтовых марок: за два упомянутых года страна эмитировала больше марок, чем за все годы Коморского архипелага (1946—1975). Кроме того, очень малое число этих марок было на местную тематику. Государство ориентировалось на филателистов-тематиков: исследование космоса, зимние Олимпийские игры и т. п.
В период существования Федеральной Исламской Республики Коморские Острова (1978—2002), программы почтовых эмиссий снова обратились к местной тематике.
В 1979 году в обращении появились первые служебные марки Комор.

### Сепаратизм Анжуана и Мохели

По неподтверждённой информации, на почтовых марках и виньетках, якобы выходивших на Анжуане в период с 1997 по 2001 год, изображался флаг Анжуана

В 1997—2000 годах на островах Анжуан и Мохели наблюдались проявления сепаратизма, которые, казалось бы, были урегулированы при создании Союза Коморских Островов.
В период после обретения Коморами в 1975 году независимости на Анжуане на почтовых отправлениях использовались почтовые марки, общие для всех Комор. Только одна гербовая марка с изображением карты и флага Анжуана, напечатанная во Франции, наклеивалась на судебные документы.
Однако в конце 1997 — начале 1998 года некоторые французские филателистические журналы поместили информационное сообщение об открытии частной почты для пересылки корреспонденции между Анжуаном и контролируемой Францией Майоттой. При этом якобы употреблялись марки с изображением карты и символики Анжуана и флага Франции, которые наклеивались на полученные для отправки письма и имели номинал, соответствовавший стоимости перевозки почты между этими островами на судах типа доу. Уже на Майотте дополнительно наклеивалась французская марка, и письмо опускалось в почтовый ящик почты Франции. Тем не менее, по другим сведениям, доказательств реального существования этой почтовой службы получено не было.

## Сводная таблица
Ниже в таблице приведены сводные данные по почтовым маркам, находившимся в обращении на Коморских островах начиная с середины XIX века:
| Годы                                          | Почтовые марки в обращении                                                           |
| --------------------------------------------- | ------------------------------------------------------------------------------------ |
| Колония, затем «заморская территория» Франции |                                                                                      |
| 1850?—1861?                                   | нет                                                                                  |
| 1861?—1892                                    | Общие марки колоний                                                                  |
| 1892—1912                                     | Mayotte (Майотта) Sultanat d’Anjouan (Султанат Анжуан)                               |
| 1897—1912                                     | Grande Comore (Гранд-Комор)                                                          |
| 1906—1912                                     | Mohéli (Мохели)                                                                      |
| 1912—1950                                     | Madagascar (Мадагаскар)                                                              |
| 1950—1975                                     | Archipel des Comores (Коморский архипелаг)                                           |
| Независимость                                 |                                                                                      |
| 1975—1975                                     | Archipel des Comores (Коморский архипелаг) État comorien (Коморское государство)     |
| 1976—1977                                     | État comorien (Коморское государство)                                                |
| 1977—1979                                     | République des Comores (Республика Коморские Острова)                                |
| 1979—2000                                     | Rép. féd. islamique des Comores (Федеральная Исламская Республика Коморские Острова) |
| 2000—…                                        | Union des Comores (Союз Коморских Островов)                                          |
| Примечания                                    |                                                                                      |
| ?                                             | Предполагаемая дата первого использования. (Майотта).                                |
| зачёркнуто                                    | новое обозначение страны на надпечатке                                               |
| (в скобках)                                   | перевод на русский язык                                                              |

## Фальсификации
В 2001 году почтовая администрация Комор дважды оповещала ВПС о нелегитимных выпусках марок, сделанных в спекулятивных целях якобы от имени этого островного государства.